# 金寶凜 (競速滑冰運動員)
金宝凛（韩语： Kim Boreum，1993年2月6日—）生于大邱广域市，是一名韩国女子速度滑冰运动员。她曾练习过跆拳道，一开始练习滑冰时，由于有一定的跆拳道基础，她的成绩有明显提升。她最初是练习短道速滑，然而她的成绩并不突出，在看到速度滑冰选手李承勋在2010年温哥华冬奥的表现后，她决定改练速度滑冰，仅一年后便入选速度滑冰国家队。
2018年平昌冬奥，金宝凛与卢善英和朴智玗共同代表韩国征战团体追逐赛，最终韩国队获得第八名，在1/4决赛结束后，金宝凛和朴智玗在赛后采访中将队伍在女子团体追逐赛上的失利归咎于卢善英，引发争议，不少网民要求将金宝凛和朴智玗开除出国家队，而部分先前和她签约的赞助商也撤销赞助，在舆论的压力下，金宝凛被迫道歉。平昌冬奥后，她因心理崩溃患上焦虑症而进入精神病院接受治疗。